# TimeSplitters
TimeSplitters är titeln på det första spelet i spelserien med samma namn. Spelet är utvecklat av Free Radical Design och finns släppt till Playstation 2.